# Ellen Rometsch
Bertha Hildegard Elly Rometsch, international bekannt unter dem Pseudonym Ellen Rometsch, (* 19. September 1936 in Kleinitz, Niederschlesien) ist ein ehemaliges deutsches Fotomodel und Playgirl in Washington, das vom FBI der Spionage verdächtigt wurde.

## Leben
Ihre Familie flüchtete gegen Ende des Zweiten Weltkriegs mit sieben Kindern aus Kleinitz (seit 1945 polnisch: Klenica) und ließ sich in Kreinitz bei Riesa (in der Sowjetischen Besatzungszone, seit 1949 DDR) nieder. Den Eltern wurde in Kreinitz ein Gutshof überlassen. Ellen war Mitglied der Freien Deutschen Jugend und arbeitete als Stenotypistin bei der SED-Kreisverwaltung.
Als die Landwirtschaft zwangskollektiviert werden sollte, setzte sich die Familie im Jahr 1955 in die Bundesrepublik ab, und die Eltern pachteten einen Gutshof bei Schwelm. Dort machte sie eine Kaufmannslehre, heiratete zum ersten Mal und wurde kurz danach geschieden. In Siegburg lernte sie Rolf Rometsch kennen, heiratete ihn, nahm den Familiennamen Rometsch an und bekam im Jahr 1958 einen Sohn. Am 6. April 1961 wurde der Feldwebel Rolf Rometsch mit Frau und Sohn zum German Logistic Office in Washington abkommandiert. Das Ehepaar lebte bis August 1963 in der Military Road in Arlington.
Sie trat in Washington zuerst als Fotomodel unter dem Pseudonym Ellen Rometsch auf. Dabei lernte sie Nancy Carole Tyler, die Sekretärin des Senators Robert G. Baker (kurz: Bobby Baker), kennen. Bobby Baker vermittelte sie später als Hostess für den Quorum Club im Coroll Arms Hotel in Capitol Hill.

## Affäre mit John F. Kennedy
Im Sommer 1963 lernte der Präsident der Vereinigten Staaten, John F. Kennedy, die 27-jährige Ellen Rometsch kennen und begann eine Affäre mit ihr. Dieses erste Treffen war von Bobby Baker (Sekretär der demokratischen Senatsfraktion) und Bill Thompson (Freund von Kennedy) arrangiert worden. Bobby Baker hatte auch den Quorum Club, einen privaten Treffpunkt für einflussreiche Personen, gegründet, in dem Rometsch etwa zwei Jahre lang arbeitete, ehe sie ihre Affäre mit Kennedy begann. Kennedy und Rometsch trafen sich laut Baker öfter.

## Verdacht durch das FBI
Das FBI bemerkte die Beziehung zwischen Kennedy und Rometsch; Agenten verhörten Rometsch am 3. Juli 1963 in Arlington, weil sie befürchteten, dass ihre Herkunft aus Ostdeutschland eine Sicherheitsbedrohung sei. Der Verdacht, sie sei eine ostdeutsche Spionin, ließ sich allerdings nicht erhärten. Bei weiteren Nachforschungen wurden der Quorum Club und seine Verbindungen zu hohen Politikern, darunter auch Robert F. Kennedy, entdeckt. Das FBI nahm daraufhin Kontakt mit der deutschen Botschaft auf. Am 21. August 1963 wurde Ellen Rometsch auf Veranlassung des Justizministers Robert F. Kennedy in die Bundesrepublik ausgewiesen. Einige Wochen vor John F. Kennedys Ermordung wurde dieser persönlich durch den Geheimdienstchef J. Edgar Hoover im Weißen Haus über den unangenehmen Verdacht unterrichtet. Robert Kennedy schickte Medienberichten zufolge Geld nach Europa, um Rometsch ruhigzustellen. Der Ehemann von Rometsch bestreitet die Zahlungen. John F. Kennedy versuchte im Herbst 1963 eine negative Einflussnahme auf seinen aktuellen Wahlkampf abzuwenden, was ihm teilweise gelang. Zwar wurde öffentlich bekannt, dass Ellen Rometsch der Spionage verdächtigt wurde, doch Kennedys Name tauchte in diesem Zusammenhang nicht auf. Die Presseerklärung zu Ellen Rometsch wurde am 22. November 1963 veröffentlicht, wenige Stunden vor Kennedys Ermordung. Das FBI legte zu Rometsch eine 478 Seiten umfassende Akte mit der Kennziffer 105-122316 an (FBI Files Ellen Rometsch. President John Kennedy Administration/Robert Kennedy), die erst 1987 geschlossen wurde und inzwischen öffentlich einsehbar ist. Laut den Unterlagen verlangte Kennedy-Nachfolger Lyndon B. Johnson noch im Februar 1964 „eine zusammenfassende Darstellung zum Fall Ellen Rometsch“. Das FBI rechnete Rometsch einer Gruppe von Frauen mehrheitlich deutscher Herkunft zu, „die ihre Dienste als ‚play girls‘ verschiedenen Personen inner- und außerhalb der Regierung angeboten haben“. Einige davon seien prominent und stünden im Blick der Öffentlichkeit. Dieser Frauenring sei verantwortlich für „personal escapades, prostitution, partying, sex orgies, and so forth“.

## Nach der Ausweisung
Einen Monat nach der Ausweisung, im September 1963, wurde sie von ihrem Mann beim Landgericht Bonn wegen „alleinigen Verschuldens der Frau“ geschieden und zog zu ihren Eltern auf das westfälische Landgut Oberberge beim heutigen Schwelm. Sie arbeitete auf dem Gutshof als Melkerin, half bei der Rübenernte aus und zog ihren Sohn auf. Dort wurde sie Ende Oktober 1963 aufgespürt und von Medienvertretern belästigt. Die britische Boulevardzeitung Daily Express bot Rometsch 55.000 D-Mark für ihre Erinnerungen. Der republikanische Senator John J. Williams hielt 1963 noch an ihrer Schuld fest und versprach Beweise. Im Oktober 1964 gab sie der Hamburger Illustrierten Stern ein kurzes Interview.
Rometsch lebt bei Bonn, hat Rolf Rometsch wiedergeheiratet und meidet die Öffentlichkeit.